# Qasr Bint Firaun

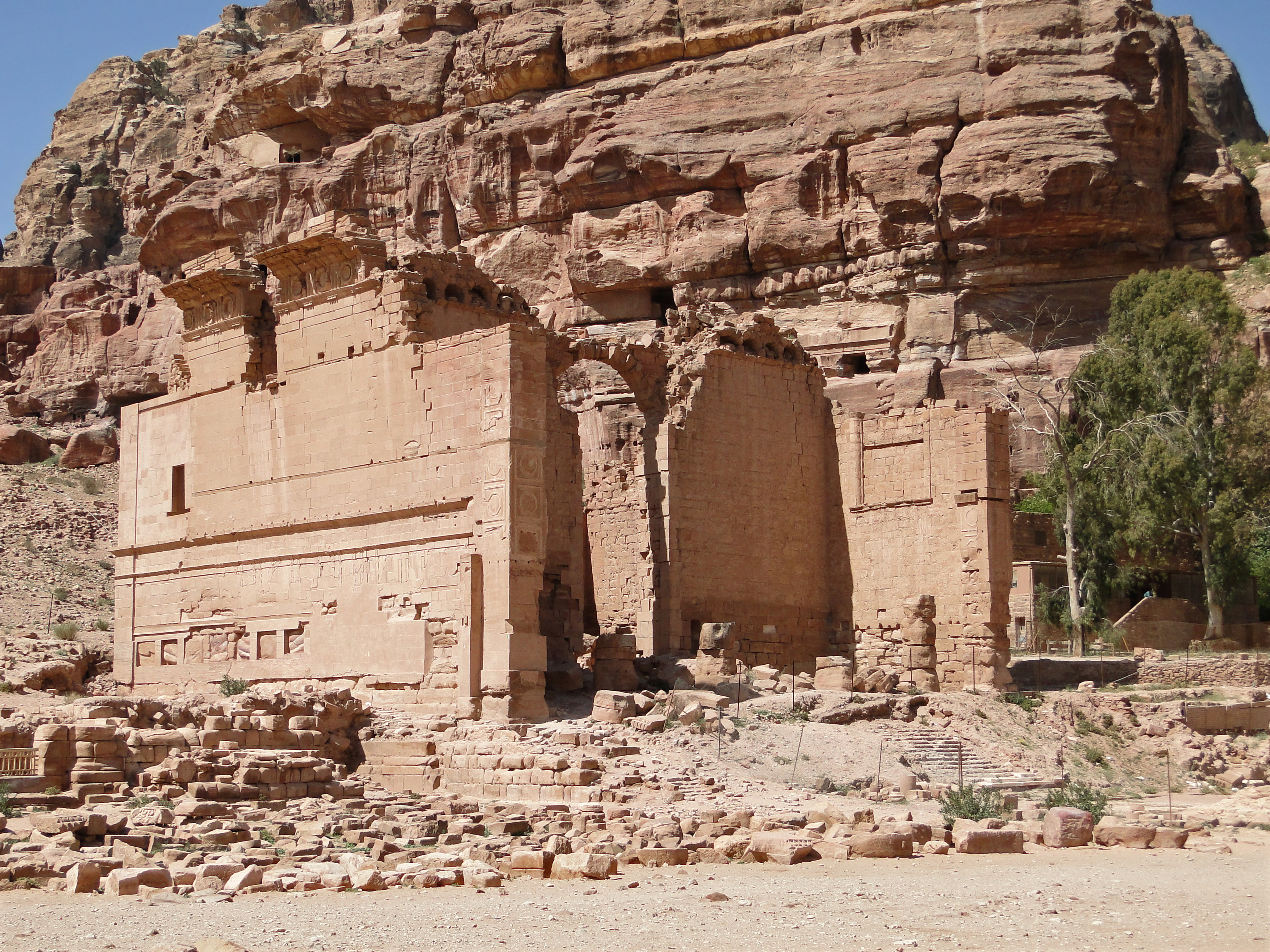
Qasr al-Bint – der Palast der Pharaonentochter

Das Qasr Bint Firaun (arabisch قصر بنت فرعون Qasr Bint Firʿaun, DMG Qaṣr Bint Firʿawn ‚Palast der Pharaonentochter‘), auch Qasr al-Bint (قصر البنت / Qaṣr al-Bint), ist ein Tempel in der Felsenstadt Petra in Jordanien. Die irreführende moderne Bezeichnung stammt von ansässigen Beduinen. Der Tempel war vermutlich den nabatäischen Hauptgöttern al-Uzza und Duschara geweiht.

## Bauweise
Das Qasr al-Bint wurde in der Zeit zwischen 30 und 8 vor Christus errichtet. Zum Tempel gelangte man durch ein Tor, das das geschäftige Treiben der Säulenstraße vom heiligen Bezirk des Tempels abtrennte. Das heute noch zu sehende Temenos-Tor wurde allerdings später errichtet – es stammt vermutlich aus dem ersten Jahrhundert nach Christus. Eine lange Mauer umgab den Tempel, auf der sich zwei Sitzreihen befanden – vermutlich für Gläubige, die an Zeremonien im Tempelbezirk teilnahmen.
Im heiligen Bezirk gab es drei große Altäre, die über Stufen zu erreichen waren. Vermutlich waren sie eng mit dem Tempel verbunden. Der Tempel selbst weist zahlreiche Merkmale auf, die ihn deutlich von der hellenistischen und der römischen Bauweise unterscheiden. So ist der Grundriss quadratisch. Auch gab es drei miteinander verbundene Räume im Inneren. Im mittleren Raum wurde das Bildnis der Gottheit aufbewahrt. Die Seitenlänge des Gebäudes betrug 32 m; der Tempel war 29 m hoch. Treppen, die sich in den Seitenräumen des Tempels befanden, führten auf das Dach – es ist anzunehmen, dass dieses ebenfalls für Rituale genutzt wurde.